# Telince
Telince est un village de Slovaquie situé dans la région de Nitra.

## Histoire
Première mention écrite du village en 1297.

## Démographie

### Évolution de la population
| Année:               | 1994. | 2004.    | 2014.    | 2024.    |
| -------------------- | ----- | -------- | -------- | -------- |
| Nombre de personnes: | 280   | 319      | 396      | 437      |
| Différence:          |       | +13,92 % | +24,13 % | +10,35 % |

| Année:               | 2023. | 2024.   |
| -------------------- | ----- | ------- |
| Nombre de personnes: | 434   | 437     |
| Différence:          |       | +0,69 % |